# 中国2010年上海世界博览会万科馆·2049
中国2010年上海世界博览会万科馆·2049，简称万科馆·2049、万科馆（英语：Vanke Pavilion 2049），是中国2010年上海世界博览会的企业展馆之一，由万科冠名建造，位于浦西世博园区E片区，建筑面积3309平方米，其主题为“尊重的可能”。该展馆的企业特别日为9月20日。

## 建筑风格
该展馆以天然麦秸板为建筑材料，由7个相互独立的形似金灿灿麦垛的筒状建筑组成，外围有超过1000平方米的开放水域环绕。展馆又称“2049”，则暗喻新中国成立100周年的未来，也象征通往未来、蕴含无限可能性的旅程。万科馆由正圆台和倒圆台交错而成，形成自然风的流动，可以起到自然降温的作用。各个展厅内也都通过了风压、热压两套装置来实现自然通风。

## 展览内容
该展馆分为五大展区，分别是“蚁穴探险厅”、“生命之树厅”、“莫比斯环厅”、“雪山精灵厅”和“尊重·可能厅”。该展馆用五个故事阐述“尊重的可能”，分别包括挽救滇金丝猴栖息地的故事、让生命之树在沙海里生长的故事、让资源得以循环利用变废为宝的故事、“绿色摩天楼”的故事、中国环保行动的故事。